# Nikki Kerkhof
Nikki Kerkhof, anche nota come Nikki Nola (Sint-Oedenrode, 21 dicembre 1983), è una cantante olandese.
Dopo aver vinto la quarta stagione del talent show Idols (versione di Pop Idol nei Paesi Bassi), Kerkhof firma un contratto con la Sony e produce due album in studio, entrambi entrati in classifica nei Paesi Bassi. Il suo primo singolo, Hello World (2008; Sony BMG), ha raggiunto la prima posizione nella classifica dei singoli dei Paesi Bassi.

## Discografia
Album in studio
- 2008 - Naked
- 2010 - Let It Go